# Sparednjak
Sparednjak is een plaats in de gemeente Slunj in de Kroatische provincie Karlovac. De plaats telt 6 inwoners (2001).